# Conseil d'État (Turquie)
Pour les articles homonymes, voir Conseil d'État.
Le Conseil d'État (Danıştay) est la juridiction suprême de l'ordre juridictionnel administratif de la république de Turquie. Son pendant judiciaire est la Haute Cour d'Appel (Yargıtay).

## Origines
La création du Conseil d'État turc portait la marque de l'influence du modèle du Conseil d'État français,.
Le Conseil d’État est fondé pendant la période de l'Empire ottoman par le sultan Abdülaziz en 1868, et a commencé ses activités sous le nom de Şuray-ı Devlet le 10 mai 1868. Le Conseil d’État qui a servi en tant qu’organe de consultation et d’examen pendant la période impériale a poursuivi ses activités pendant la période de la République et a été transformé en instance d’appel en 1982 avec la constitution des tribunaux administratifs régionaux, des tribunaux administratifs et des tribunaux fiscaux.

## Ses tâches
Affecté par la Constitution de la république de Turquie en tant que corps du tribunal administratif supérieur, de conseil et d’examen, le Conseil d’État :
- examine les recours contre les décisions des tribunaux de première instance ;
- traite des cas particuliers prévus par la loi (décisions du Conseil des ministres et des mesures réglementaires mises en œuvre dans tout le pays, etc.) en tant que tribunal de première et dernière instance ;
- effectue un rôle de conseil en rendant des avis sur les projets de lois et de statuts préparés par le Conseil des ministres ;
- donne son avis sur les affaires présentées par le président de la République.

## Structure

### Les chambres de procédure
Le conseil accomplit sa tâche d’instance d’appel par l’intermédiaire de ses chambres. Il existe en son sein une chambre administrative et seize chambres de procédure. Chaque chambre est constituée d’un président et d’au moins quatre membres. Le nombre d’audiences est de cinq et les décisions sont rendues à la majorité des voix.

### La première chambre du Conseil d’État est la chambre administrative
Seize autres sont des chambres de procédure. Quatre chambres s’occupent de litiges fiscaux et quinze de litiges administratifs.

### Les conseils des chambres administratives et fiscales
Les conseils examinent les décisions des tribunaux de première instance portées en appel, les pourvois en cassation, ainsi que les décisions du Conseil d’État en tant que tribunal de première instance.

### Le Conseil de Jonction de la Jurisprudence
Il intervient en cas de différends ou de désaccords entre les chambres de procédure et les conseils des tribunaux administratifs et fiscaux, et résout ces différends.

### Le Conseil des présidents
Ce conseil est constitué du président du Conseil d’État, du procureur en chef et des présidents des chambres; il s’occupe des conflits d’attribution et de répartition interne des tâches entre les chambres.

### Assemblée générale
Elle est composée du président du Conseil d’État, de son procureur en chef, des vice-présidents, des présidents des chambres et du secrétaire général. L'assemblée générale qui détermine les affaires des élections et adopte les choix et adopte les règlements intérieurs est la plus haute instance de décision du Conseil d’État.

## Les professionnels
Les professionnels du Conseil d’État turc sont composés des membres, juges rapporteurs et procureurs.

### Les membres
Les membres professionnels du Conseil d’État turc sont composés du président du Conseil d’État, du procureur en chef (başsavcı), des vice-présidents, des présidents des chambres (daire başkanı) et des membres des chambres (üye). Les trois quarts des membres du Conseil d’État sont élus par le Conseil supérieur des juges et des procureurs (Hakimler ve Savcılar Yüksek Kurulu) parmi les juges et procureurs des juridictions administratives. Les membres restants sont désignés par le président de la République parmi les fonctionnaires indiqués dans la loi.
Le président du Conseil d’État, le procureur en chef et les vice-présidents et présidents des chambres sont élus en son sein par l'assemblée générale à la majorité absolue du nombre total de membres. Pour pouvoir être élus, le président du Conseil d’État et le procureur en chef doivent avoir exercé 4 ans en tant que membres du Conseil, 3 ans pour les vice-présidents et les présidents de chambres.

### Les juges rapporteurs et procureurs
Il existe en outre au sein du Conseil d’État des juges rapporteurs (tetkik hakimi) chargés d’examiner pour donner avis et explications, préparer et rédiger procès-verbaux et résolutions, et des procureurs pour donner des avis juridiques sur les procès.
Les juges d’instruction du Conseil et les procureurs sont désignés par le Conseil supérieur des juges et des procureurs parmi des juges des tribunaux administratifs ayant servi dans la profession pendant cinq ans et ayant un bon état de service.

## Fonctionnement
Le Conseil d'État a son siège à Ankara.
Il est présidé depuis 2020 par Zeki Yiğit.